# Stipendium
Stypendium (łac. stipendium) – w starożytnym Rzymie żołd wypłacany żołnierzom.
Armia rzymska w okresie Republiki była pospolitym ruszeniem powoływanym w razie zagrożenia. Po wygranej wojnie wojsko rozpuszczano do domu. Służba była obowiązkowa i bez nagrody. Potem nastał czas ciągłych walk i podbojów. Według historyków sytuacja zmieniła się w latach 406–396 p.n.e., kiedy Rzymianie przez 10 lat oblegali Weje, cały czas utrzymując armię pod bronią.
Za cesarza Augusta żołnierz otrzymywał trzy stypendia rocznie. Za Domicjana wypłacano już cztery stypendia.
| formacja wojskowa\panujący cesarz | August (29 p.n.e. – 14 n.e.) | Domicjan (81–96) |
| --------------------------------- | ---------------------------- | ---------------- |
| pretorianie                       | 750 denarów                  | 1000 denarów     |
| legioniści                        | 225 denarów                  | 300 denarów      |
| cohortes urbanae                  | b.d.                         | 500 denarów      |
| auxilia                           | b.d.                         | 100 denarów      |
| ala                               | b.d.                         | 225 denarów      |